# پنکوستبرگ (اوهایو)
پنکوستبرگ (به انگلیسی: Pancoastburg) یک منطقهٔ مسکونی در ایالات متحده آمریکا است که در شهرستان فیت، اوهایو واقع شده‌است. پنکوستبرگ ۰٫۹۰ کیلومتر مربع مساحت و ۸۷ نفر جمعیت دارد و ۲۶۴ متر بالاتر از سطح دریا واقع شده‌است.